# Плобсайм
Плобса́йм (фр. Plobsheim) — коммуна на северо-востоке Франции в регионе Гранд-Эст (бывший Эльзас — Шампань — Арденны — Лотарингия), департамент Нижний Рейн, округ Страсбур, кантон Илькирш-Граффенштаден. До марта 2015 года коммуна административно входила в состав упразднённого кантона Гайспольсайм (округ Страсбур-Кампань).
Площадь коммуны — 16,64 км², население — 3651 человек (2006) с выраженной тенденцией к росту: 4181 человек (2013), плотность населения — 251,3 чел/км².

## Население
Население коммуны в 2011 году составляло 3985 человек, в 2012 году — 4110 человек, а в 2013-м — 4181 человек.
| 1962 | 1968 | 1975 | 1982 | 1990 | 1999 | 2006 | 2008 | 2011 | 2012 | 2013 |
| ---- | ---- | ---- | ---- | ---- | ---- | ---- | ---- | ---- | ---- | ---- |
| 2015 | 2273 | 2309 | 3167 | 3306 | 3634 | 3651 | 3839 | 3985 | 4110 | 4181 |

Динамика населения:

## Экономика
В 2010 году из 2612 человек трудоспособного возраста (от 15 до 64 лет) 1967 были экономически активными, 645 — неактивными (показатель активности 75,3 %, в 1999 году — 74,8 %). Из 1967 активных трудоспособных жителей работали 1854 человека (977 мужчин и 877 женщин), 113 числились безработными (55 мужчин и 58 женщин). Среди 645 трудоспособных неактивных граждан 229 были учениками либо студентами, 280 — пенсионерами, а ещё 136 — были неактивны в силу других причин.

## Достопримечательности (фотогалерея)

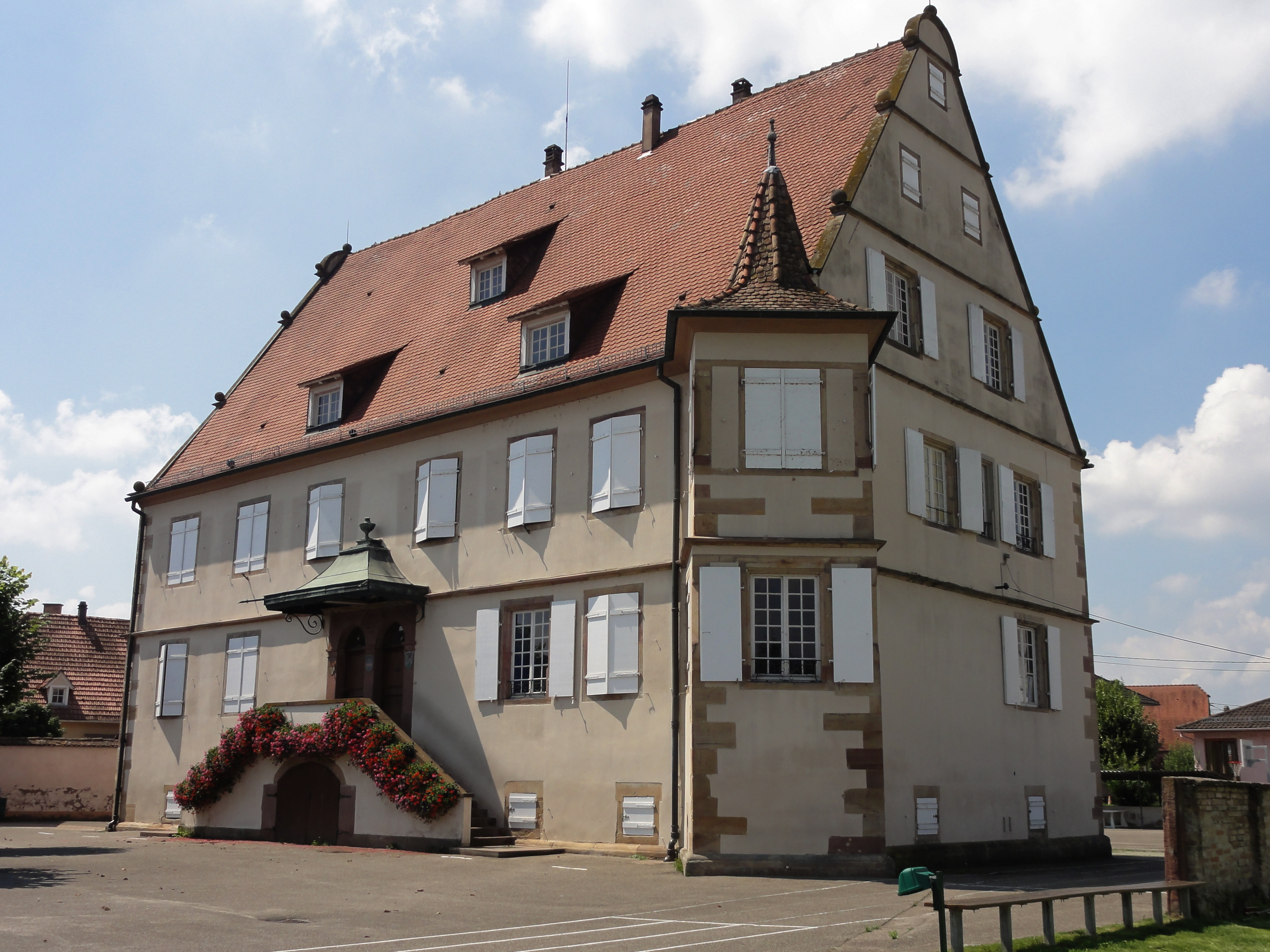
Шато
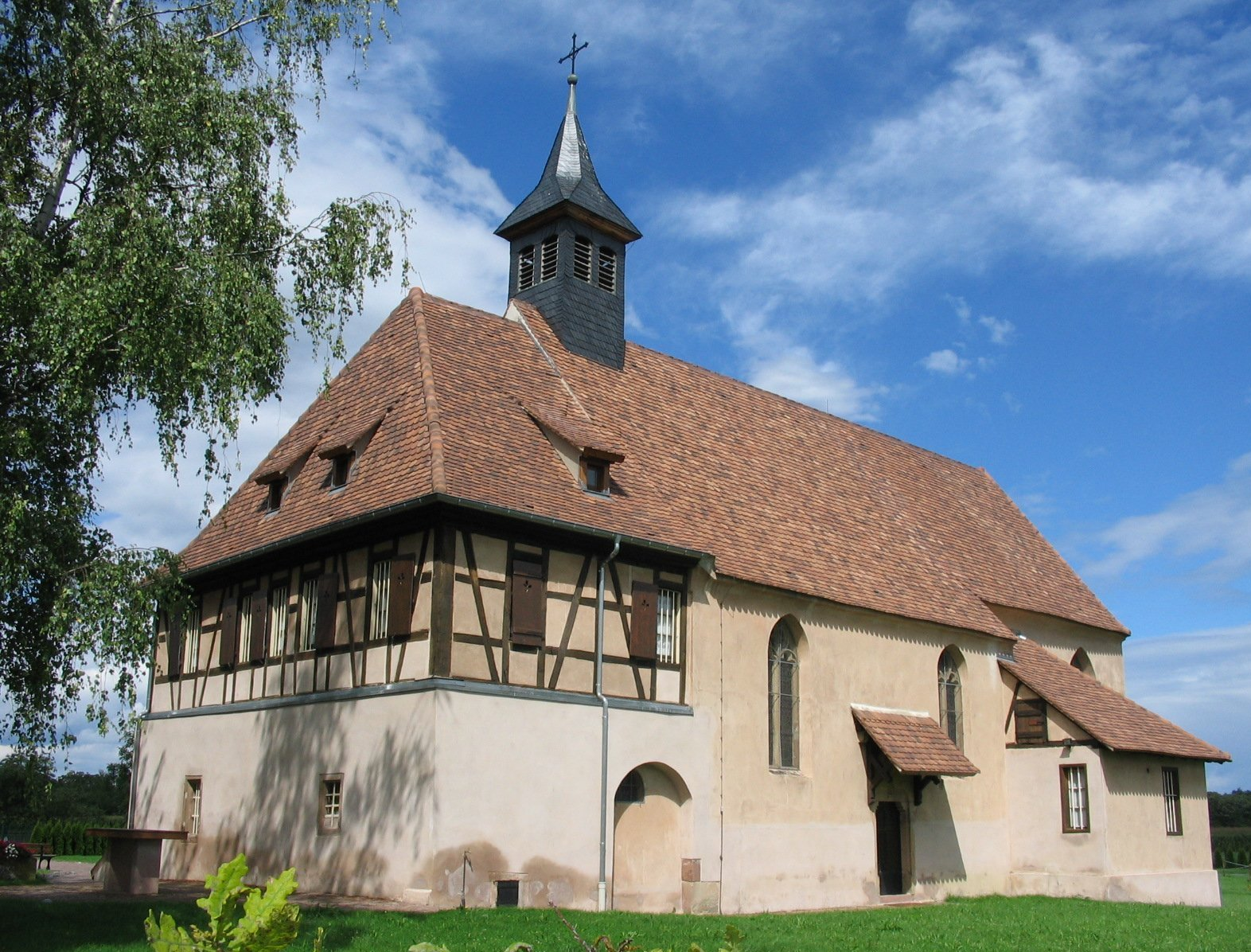
Часовня
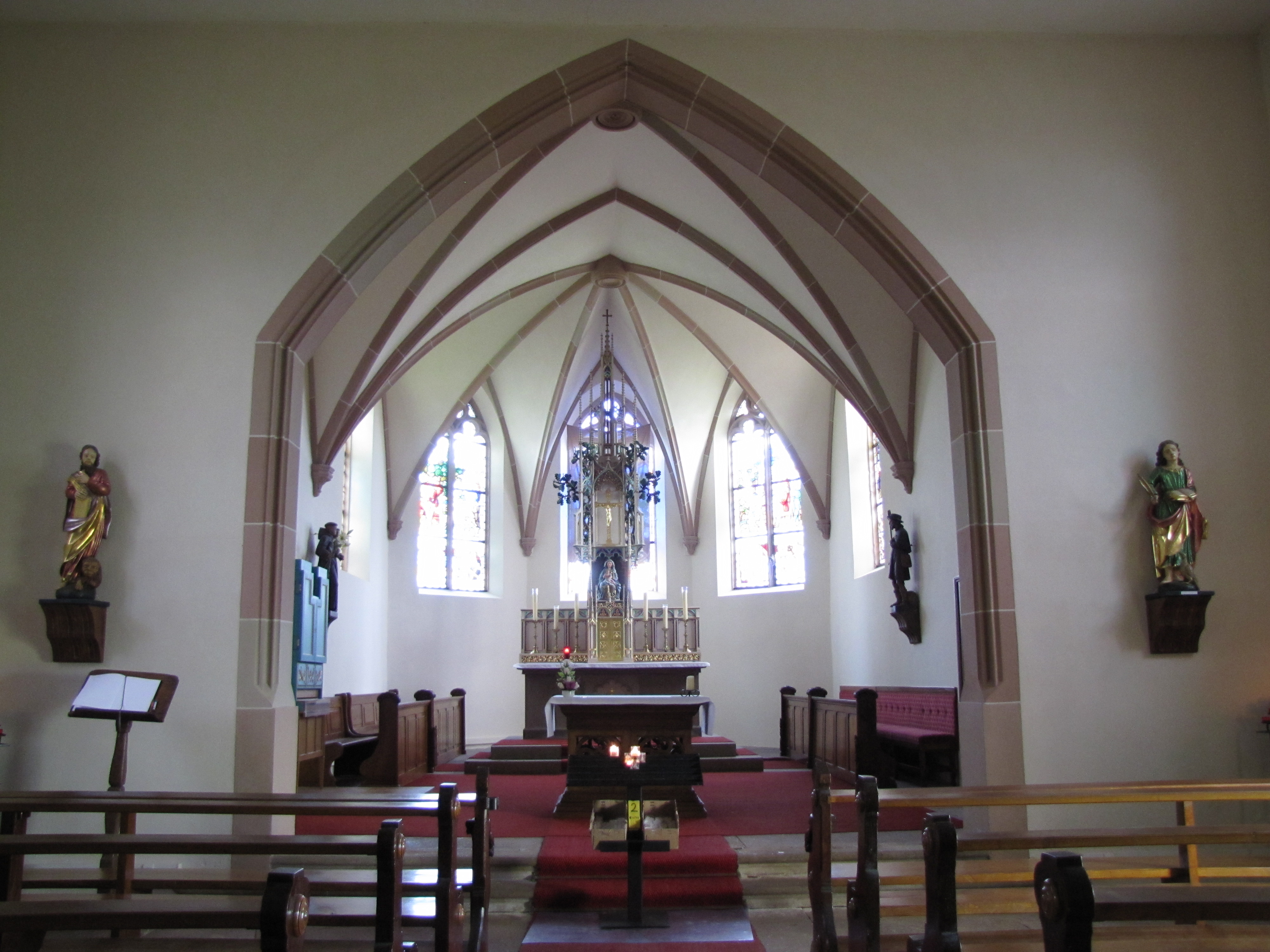
Интерьер часовни
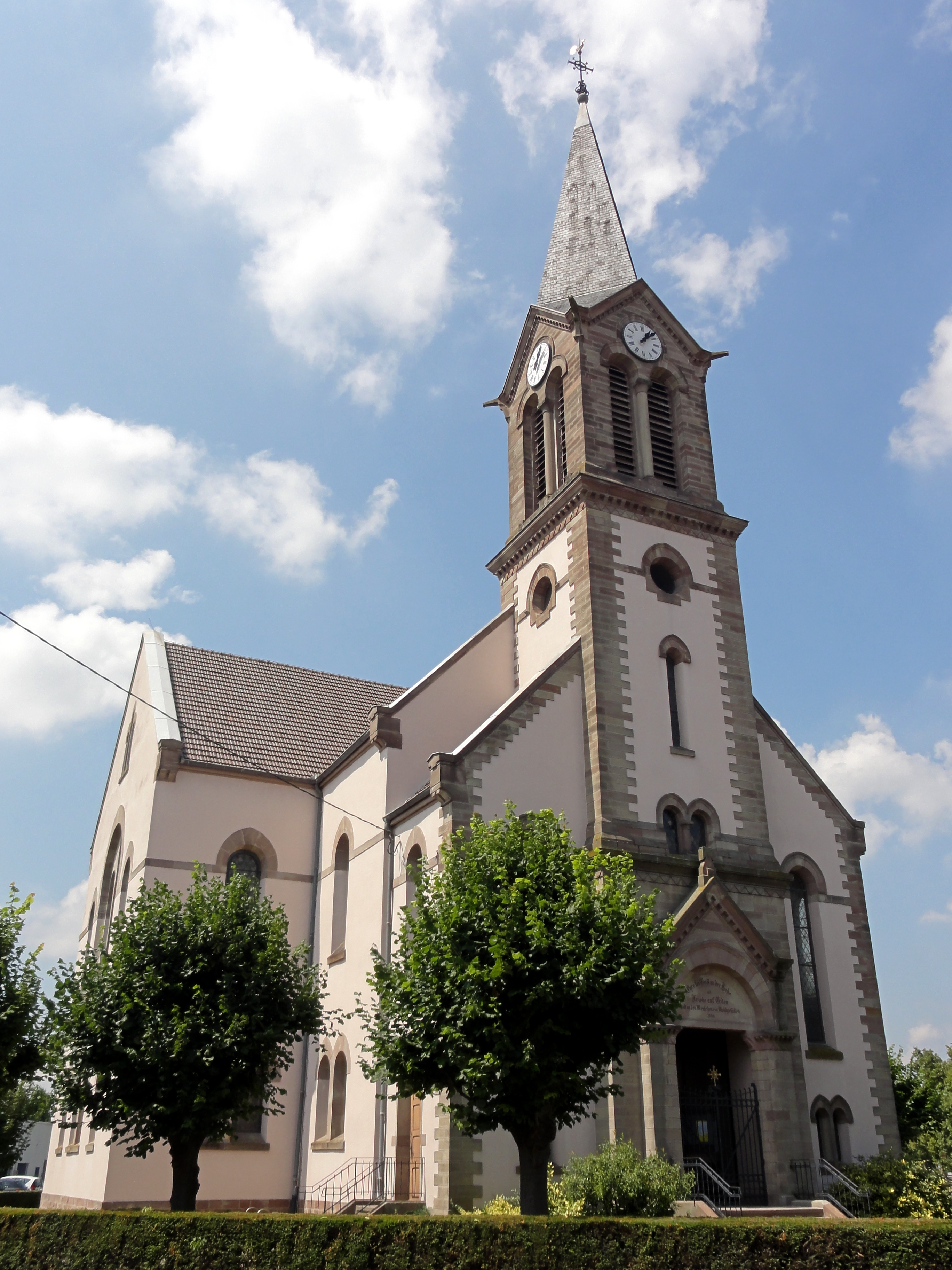
Протестантская церковь
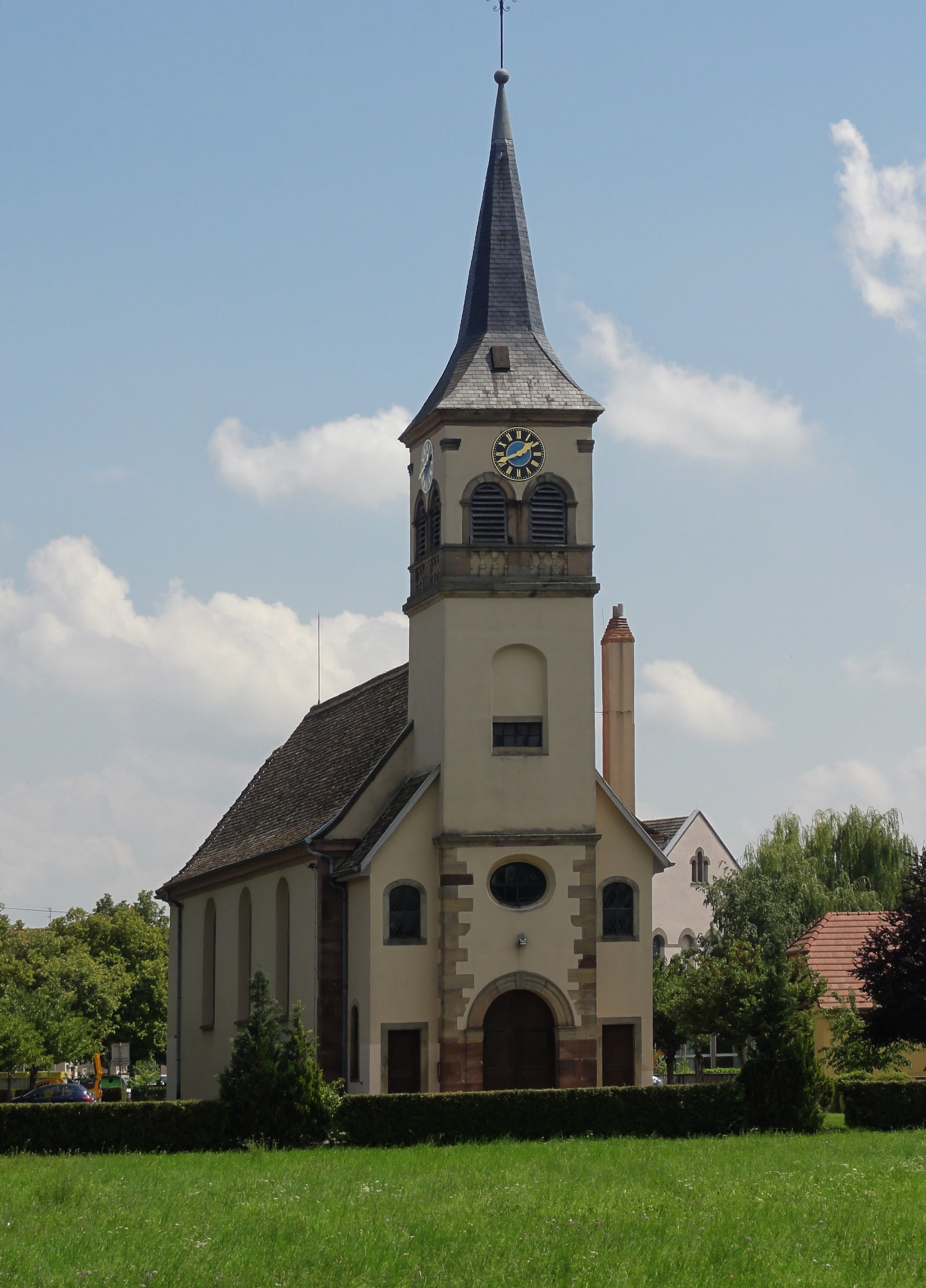
Церковь Святых Петра и Павла
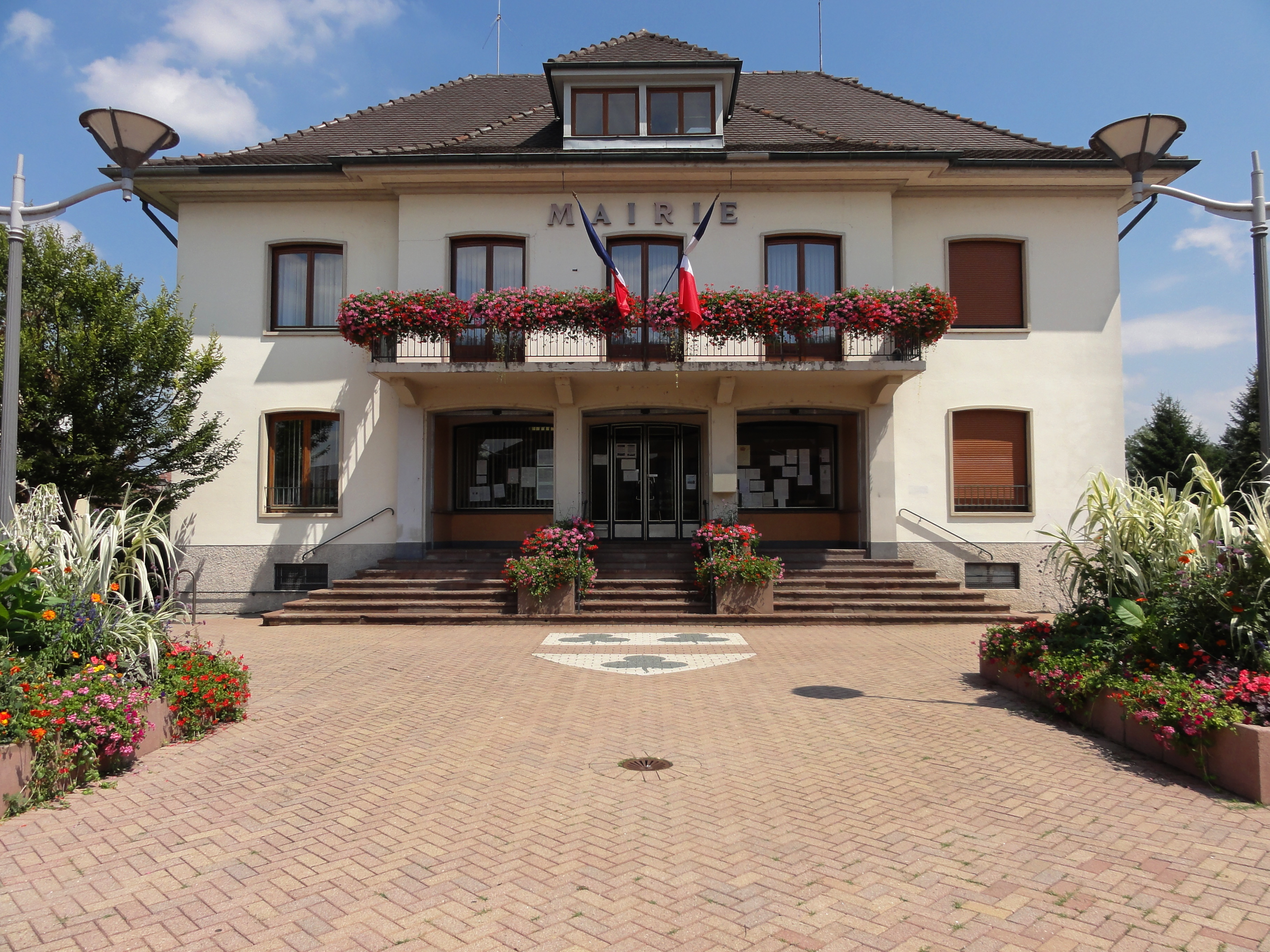
Здание мэрии